# Ralph Greenson
Romeo Samuel Greenschpoon, conocido como Ralph Greenson (20 de septiembre de 1911-24 de noviembre de 1979) fue un célebre psiquiatra y psicoanalista estadounidense. Estudió medicina en Suiza, siendo analizado por Wilhelm Stekel en Viena y posteriormente por Otto Fenichel en Los Ángeles. 

## Trayectoria
Con su libro Técnica y práctica del psicoanálisis, Greenson se convirtió en el autor de una de las obras estándar del psicoanálisis. El libro se publicó en 1967 en Nueva York, bajo el título de Technique and Practise of Psychoanalyses y en 1976 apareció la primera traducción al español, con sucesivas reediciones. La obra entrega una visión panorámica sobre el psicoanálisis como procedimiento de tratamiento, con todos sus aspectos relevantes, tales como la técnica de la asociación libre, de la interpretación, las formas de resistencia, la alianza de trabajo entre terapeuta y paciente, la transferencia y sobre todo, analiza las distintas posibilidades de manejo de todo ello durante el tratamiento. La exposición de los temas se caracteriza por ser detallada y muy apegada a la práctica. Así por ejemplo, describe como formas de resistencia no solo el silencio del paciente, las expresiones en los afectos o en la postura corporal, sino también detalles como   «el retraso,  la inasistencia,  el olvido del pago, dejar de soñar, el paciente se aburre, el paciente tiene un secreto, la actuación (actig out),  la 'alegría' frecuente en la consulta, el paciente no cambia, resistencias silentes» (2004, pp. 77–81). Con estas características el libro se estableció especialmente como inspiración para el ejercicio práctico de analistas y está disponible hasta hoy: en 2004 apareció la 14.ª edición en español.
Su papel de  «psicoanalista de Hollywood» le valió admiración, críticas y polémicas.
Atendió en su consulta de Nueva York a algunas personalidades famosas como Tony Curtis, Frank Sinatra, Peter Lorre, Celeste Holm, Vincente Minnelli, Vivien Leigh y Marilyn Monroe.
Después de su muerte, las grabaciones en cinta magnética de  Marilyn Monroe (que Monroe siendo su paciente le había dado a Greenson) dieron lugar a algunos reportajes en la prensa, fueron posteriormente publicados y se recompilaron en una novela. Se llegó a esta indiscreción porque el fiscal John W. Miner, que investigaba la muerte de Monroe también interrogó a Greenson en 1962. Bajo garantías de confidencialidad Greenson dejó que Miner oyese partes de grabaciones de la última fase del tratamiento, de las cuales Miner tomó notas detalladas por escrito. En 1993,  cuando el biógrafo de Marilyn Monroe, Donald Spotto, expresó públicamente la sospecha de que Greenson sería culpable de la muerte de su paciente, Miner, con el acuerdo de la viuda de Greenson, quebró el compromiso de guardar silencio sobre el contenido de las grabaciones, con el fin de descargar a Greenson de las imputaciones.